# Хулимес
Хулимес (исп. Julimes) — посёлок в Мексике, штат Чиуауа, входит в состав одноимённого муниципалитета и является его административным центром. Численность населения, по данным переписи 2010 года, составила 1795 человек.

## История
Поселение было основано в 1691 году францисканскими монахами с названием San Antonio de Julimes de Sosa.